# Blaze Foley
Michael David Fuller, né le 18 décembre 1949 à Malvern (Arkansas) et mort le 1er février 1989 à Austin (Texas), connu sous son nom de scène Blaze Foley, est un auteur-compositeur-interprète américain de musique country.

## Biographie
Foley naît à Malvern, dans l’Arkansas, le 18 décembre 1949. Il est le fils de Louise et Edwin Fuller. Son père, qui travaille de temps à autre comme camionneur, souffre d'alcoolisme. Atteint de polio dans sa petite enfance, l'une de ses jambes reste plus courte que l’autre, de sorte qu'il boitera pour le reste de sa vie. Il grandit à San Antonio, au Texas, et se produit avec sa mère, son frère et ses sœurs dans un groupe de gospel appelé The Singing Fuller Family. Adolescent, il est inspiré par Chet Atkins et se pratique à la guitare en écoutant ses disques en boucle pour parvenir à reproduire chaque note.
Dans ses débuts, il reçoit le surnom de « Deputy Dawg » d'après un personnage de dessin animé des années 1960. Au printemps 1975, il vit dans une petite communauté d'artistes à proximité de Whitesburg, en Géorgie, où il rencontre et commence à fréquenter Sybil Rosen. Ils emménagent ensemble dans une cabane en bois perchée dans un arbre sur une terre appartenant à un ami commun. Un an plus tard, le couple décide de quitter pour poursuivre la carrière musicale de Foley. Il part en tournée et se produit à Atlanta, Chicago, Houston et Austin, où il finit par s’installer avec Rosen. À Austin, Foley éprouve des difficultés à percer dans l’industrie comme parolier et se tourne vers la boisson pour composer avec la pression. La scène des bars commence à peser sur sa relation avec Rosen et les deux se laissent en 1977.

### Mort
Le 1er février 1989, Foley se trouve chez son ami, un homme au nom de Concho January, dans le quartier de Bouldin Creek à Austin. Une dispute éclate entre le musicien et Carey, le fils de Concho, que Foley accuse d'avoir volé la pension d'ancien combattant et les chèques d'aide sociale de Concho. Carey lui tire une balle dans la poitrine; à l'hôpital, le jour même, Foley succombe à ses blessures à l’âge de 39 ans.
Carey January a été acquitté du meurtre au premier degré pour cause de légitime défense. Lors du procès, père et fils ont présenté des versions fort divergeantes des faits. Concho, qui a témoigné contre Carey, a soutenu la culpabilité de son fils jusqu'à sa propre mort.

## Discographie
| Album                                                | Année | Éditeur                |
| ---------------------------------------------------- | ----- | ---------------------- |
| If I Could Only Fly/Let Me Ride in Your Big Cadillac | 1979  | Zephyr Records         |
| Blaze Foley                                          | 1984  | Vital Records          |
| Girl Scout Cookies/Oval Room                         | 1984  | Vital Records          |
| Live at the Austin Outhouse (...And Not There)       | 1989  | Outhouse Records       |
| Live at the Austin Outhouse                          | 1999  | Lost Art Records       |
| Oval Room                                            | 2004  | Lost Art Records       |
| Wanted More Dead Than Alive                          | 2005  | Waddell Hollow Records |
| Cold, Cold World                                     | 2006  | Lost Art Records       |
| Sittin' by the Road                                  | 2010  | Lost Art Records       |
| The Dawg Years                                       | 2010  | Fat Possum Records     |
| Duct Tape Messiah (bande-son)                        | 2011  | Lost Art Records       |
| Blaze Foley (réédition)                              | 2012  | Big Pink               |
| Blaze Foley The Lost Muscle Shoals Recordings        | 2017  | Lost Art Records       |

## Hommages

### Chansons
- Blaze's Blues, de Townes Van Zandt, sur l'album Rain on a Conga Drum: Live in Berlin (1991)[9].
- Drunken Angel, de Lucinda Williams, sur l'album Car Wheels on a Gravel Road (1998)[10].
- Music You Mighta Made, de Gurf Morlix, sur l'album Last Exit to Happyland (2009)[11].
- Reverend, de Kings of Leon, sur l'album Walls (2016)[12].

#### Reprises
Sa chanson If I Could Only Fly a été reprise par Merle Haggard et Willie Nelson sur l'album Seashores of Old Mexico (1987). Haggard l'a reprise à nouveau sur son album du même titre sorti en 2000. Joe Nichols l'a reprise sur l'album Real Things (2006), en duo avec Lee Ann Womack.
Lyle Lovett a repris Election Day sur l'album My Baby Don't Tolerate (2003).
Clay Pigeons a été reprise par John Prine sur l'album Fair & Square (2005). L'acteur canadien Michael Cera l'a également reprise sur son album True That, sorti en 2014.

### Films
- 2011 : Blaze Foley: Duct Tape Messiah, film documentaire réalisé par Kevin Triplett.

- 2018 : Blaze, film biographique réalisé par Ethan Hawke. Le scénario est une adaptation du livre Living in the Woods in a Tree: Remembering Blaze Foley de Sybil Rosen[16]. Le personnage de Foley est incarné par le musicien Ben Dickey.

### Séries télévisées
Il est le sujet de l'épisode 8 de la saison 1 de Mike Judge Presents: Tales from the Tour Bus, diffusé pour la première fois le 10 novembre 2017 sur Cinemax.